# Josef Illesházy
Josef hrabě Illesházy (slovensky Jozef gróf Ilešházi, maďarsky Illésházai gróf Illésházy József) (1700 Prešpurk – 8. června 1766 Prešpurk) byl uherský šlechtic, politik, velkostatkář a mecenáš. Od mládí zastával funkce ve správě Uherského království, nakonec byl nejvyšším zemským sudím (1759–1765). Vlastnil rozsáhlé statky v Horních Uhrách (Trenčín) a na Moravě (Vsetín). Byl donátorem katolické církve a na Trenčínsku nechal na vlastní náklady postavit nebo obnovit několik kostelů. Za zásluhy byl nositelem Řádu sv. Štěpána.

## Životopis

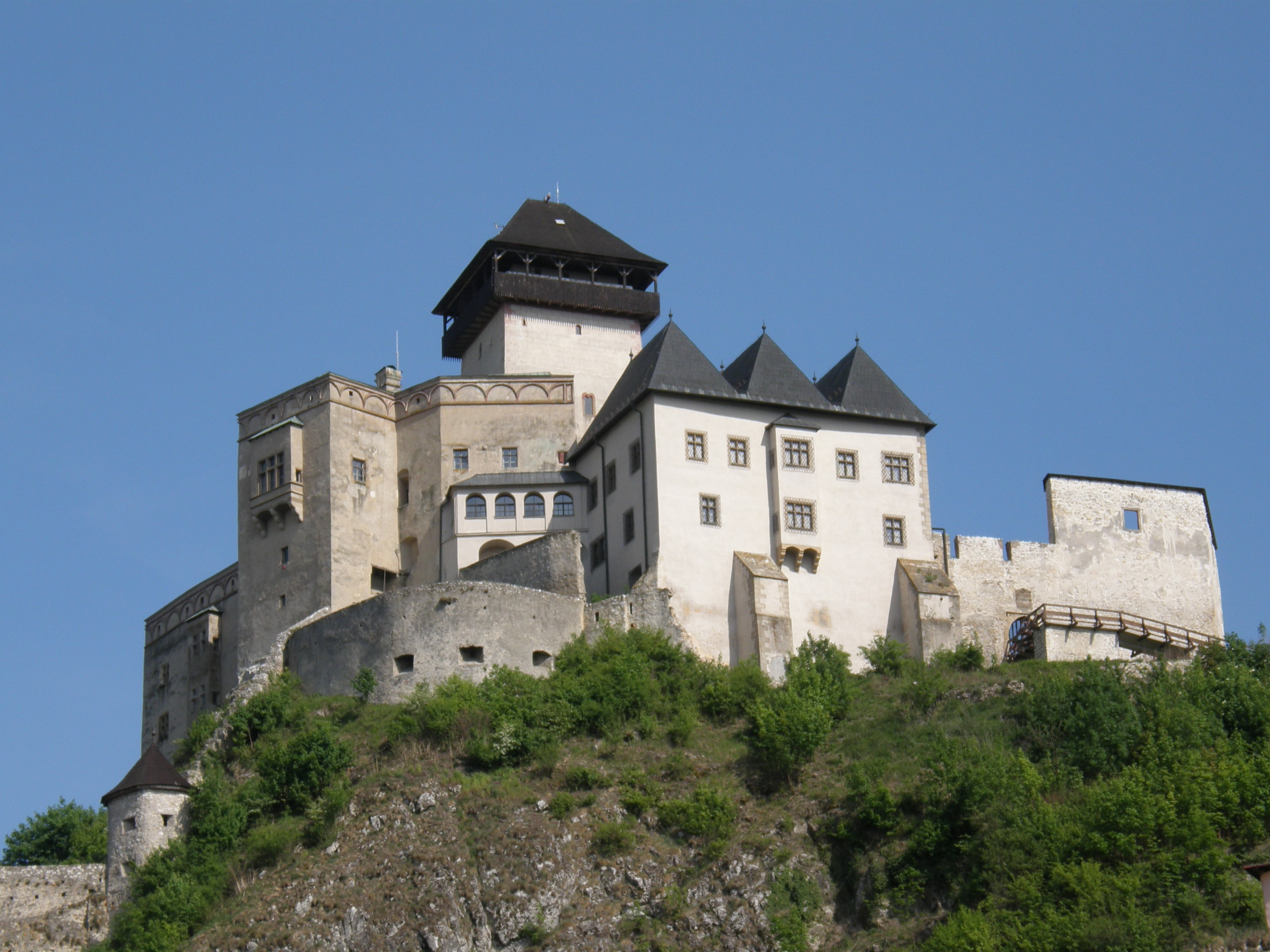
Hrad Trenčín, majetek Illesházyů v 16.–19. století

Pocházel z bohatého a vlivného šlechtického rodu Illesházyů.Narodil se v Prešpurku jako jediný syn uherského dvorského kancléře hraběte Mikuláše Illesházyho (1653–1723) a jeho manželky Alžběty, rozené Balassové z Gyarmatu. Po otci kromě statků převzal úřady dědičného župana trenčínské a liptovské župy. Získal titul císařského komorníka, byl radou uherského místodržitelství a přísedícím palatinské soudní tabule. Postupně získával vliv ve veřejné sféře a v letech 1740–1759 zastával funkci nejvyššího stolníka. Proslul svou účastí na zemském sněmu v roce 1741, kde výrazně podpořil Marii Terezii, která žádala uherskou šlechtu o pomoc ve válce o rakouské dědictví. Svou kariéru završil jako nejvyšší zemský sudí Uherského království (curialis comes or iudex curiae regiae, 1759–1765). Při odchodu z funkce získal jako jeden z prvních velkokříž nově založeného Řádu sv. Štěpána. 
Zemřel v roce 1766 ve svém paláci v Prešpurku a byl pochován v kostele Narození Panny Marie v Trenčíně. Zdejší rodinnou hrobku nechal v letech 1750–1753 přestavět, barokní výzdobu obstaral slovenský sochař Ľudovít Gode. Epitaf na náhrobku Josefa Illesházyho zdobí jeho cínová busta, taktéž dílo Ľ. Godeho.

## Majetkové poměry a stavební aktivity

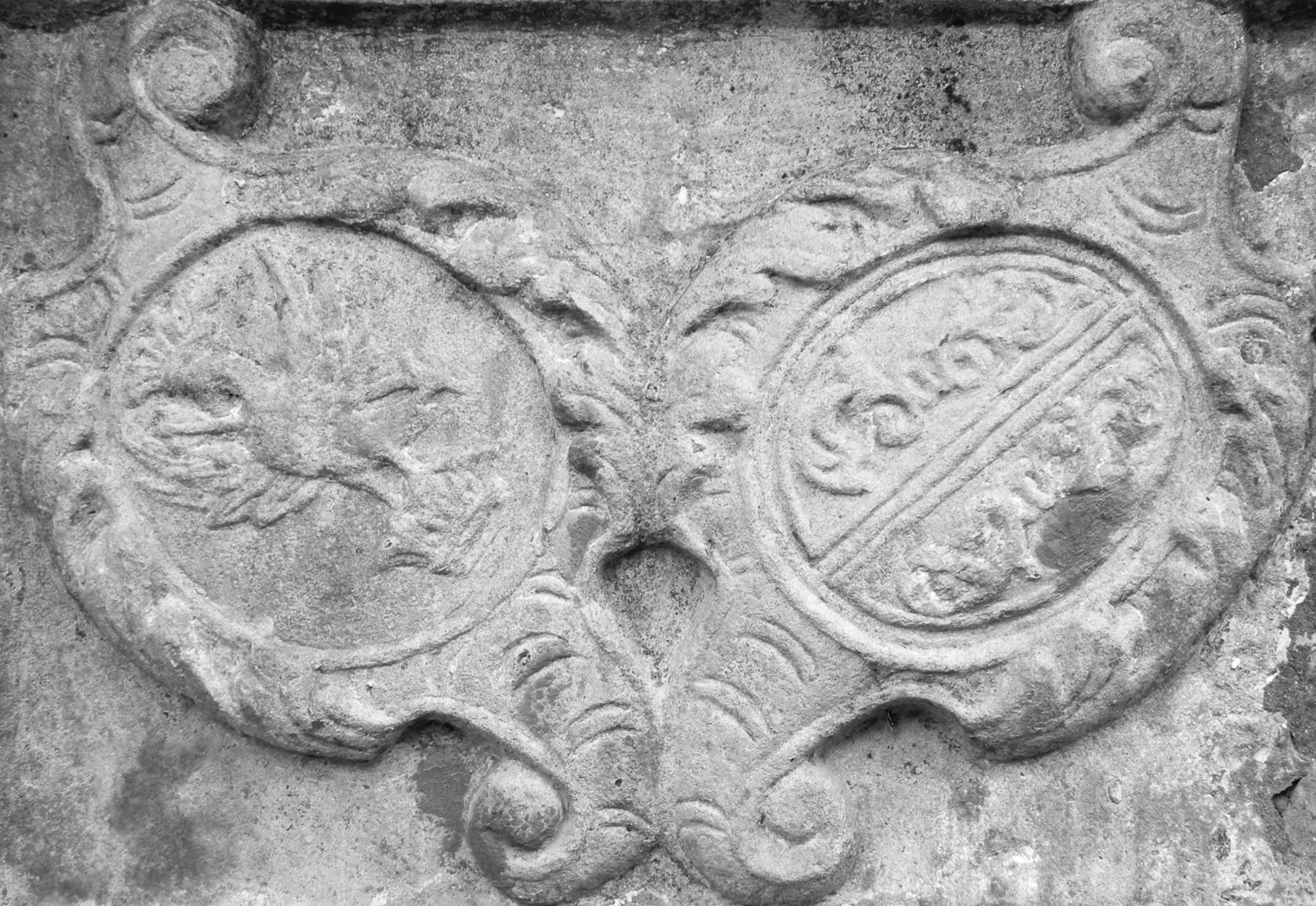
Alianční znak Josefa Illesházyho a jeho manželky Terezie, rozené hraběnky Abensperg-Traun, na podstavci sochy sv. Jana Nepomuckého v Trenčianských Teplicích

Josef Illesházy byl významným pozemkovým vlastníkem na hranici Uherského království a Moravského markrabství. V Horních Uhrách mu patřilo panství Trenčín, na Moravě vlastnil panství Vsetín a část pantví Brumov. Na Žitném ostrově držel nejstarší rodová sídla Eliášovce a Rohovce, kromě toho vlastnil panství Érd u Budapešti. Velké úsilí vyvinul na získání většího podílu brumovského panství mezi Trenčínem a Vsetínem, kde mu v důsledku předchozích složitých majetkoprávních poměrů patřila jen menší část. V roce 1727 koupil od Orsini-Rosenbergů jejich podíl za 188 000 zlatých, později se mu podařilo získat i další část a na Brumově se tak stal většinovým vlastníkem. Díky tomu se stal i pánem hradu Brumov, který však v roce 1760 vyhořel a pro obývání byl již nepoužitelný.  Na brumovském a vsetínském panství mu ve 40 vesnicích patřilo přes 1 500 poddanských usedlostí, což bylo ve srovnání s rozlohou domén výrazně víc než na uherských statcích. V roce 1729 se mu podařilo vykoupit zpět panství Bánovce nad Bebravou, které jeho předkové dali do zástavy skalickým jezuitům. Na bánovském panství založil papírny v Bobote a Selci, zakládal také mlýny a další hospodářské provozy. 

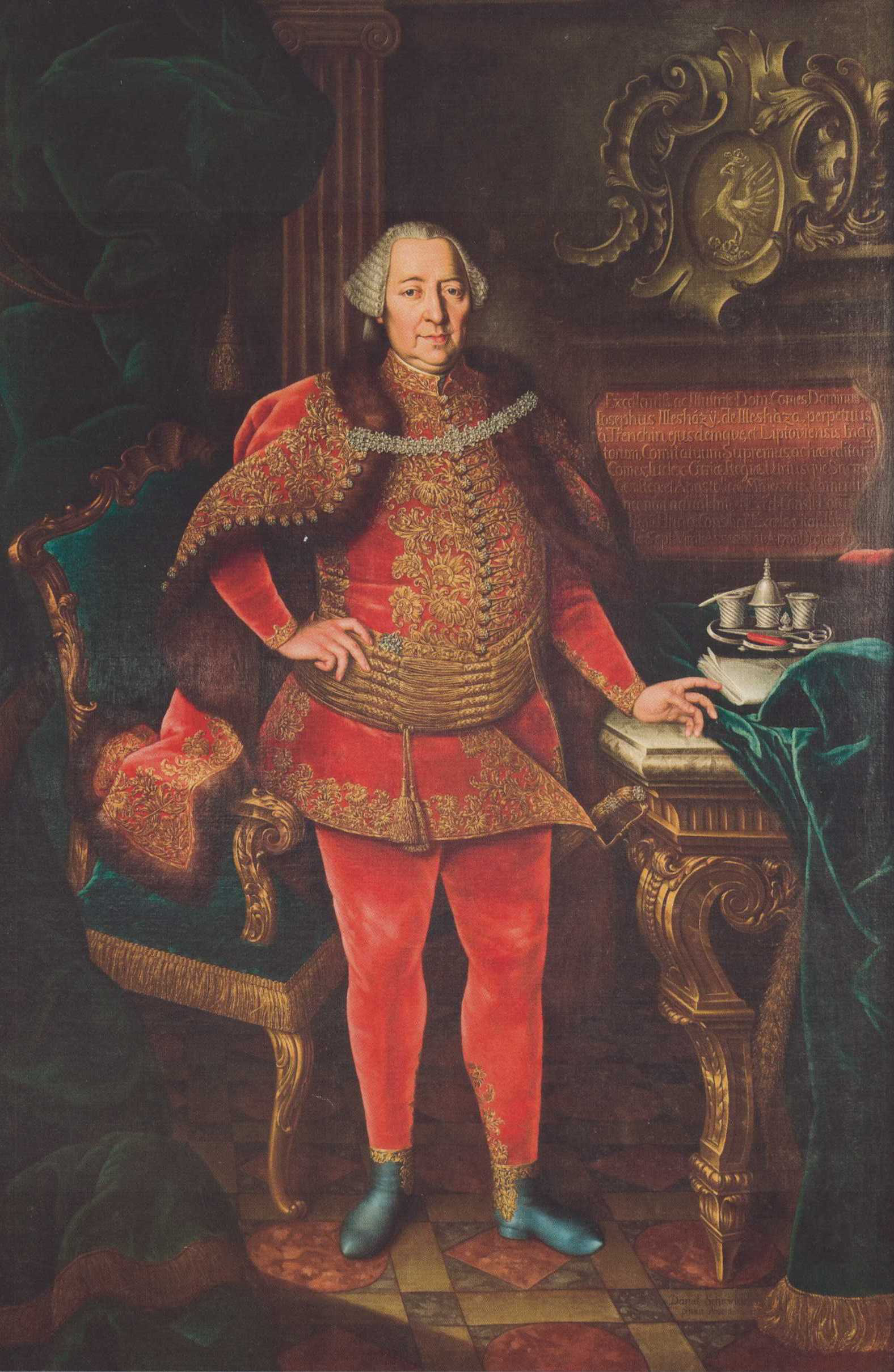
Hrabě Josef Illesházy

Hlavním sídlem byl zámek v Dubnici nad Váhom, protože hrad Trenčín v té době trvale obývala císařská vojenská posádka a Illesházyové jej opustili již v 17. století. Obsazení hradu armádou neprospívalo, docházelo zde k požárům a nemoci vojáků se šířily i do města, Josef však i přes svůj vliv u dvora nedokázal prosadit odchod vojska a zamezit tak dalšímu chátraní. Více se soustředil na přestavbu dubnického zámku poškozeného za Rákócziho povstání. Rekonstrukci zahájil již Mikuláš Illesházy, Josef zámek dokončil v roce 1731 výstavbou kaple. Kolem zámku se rozkládal hodnotný francouzský park doplněný oranžerií, která svým technickým vybavením získala proslulost středoevropského významu. Citrusy z oranžerie byly dodávány mimo jiné do lázní v Trenčianských Teplicích, jejichž rozvoji Illesházy věnoval také pozornost. V letech 1740–1750 zde nechal postavit zámek, který poskytoval jako ubytování lázeňským hostům a pořádal zde divadelní představení. V Prešpurku vlastnil rezidenci známou jako Ilešháziho palác. V Trenčíně byl jeho majetkem městský palác u Horní brány, přestavěný v letech 1760–1761 na tzv. Župní dům (dnes sídlo Trenčínského muzea).
V rodinné tradici byl štědrým donátorem katolické církve. Financoval rozsáhlou barokní přestavbu kostela sv. Jakuba Staršího v Dubnici nad Váhom (1754–1756). Z Illesházyho finančních prostředků byl postaven kostel sv. Michaela Archanděla v Nemšové (1762–1766). Přispěl také na obnovu dalších církevních staveb, například kostela sv. Alžběty v Dolnej Súči nebo kostela sv. Martina v Trenčianské Turné. Josef Illesházy proslul mimo jiné štědrostí k poddaným a v případě neúrody odpouštěl povinné poddanské platby. Ve styku s poddanými běžně mluvil slovensky, jako milovníka slovenštiny jej mimo jiné zmiňoval Matej Bel.

## Rodina

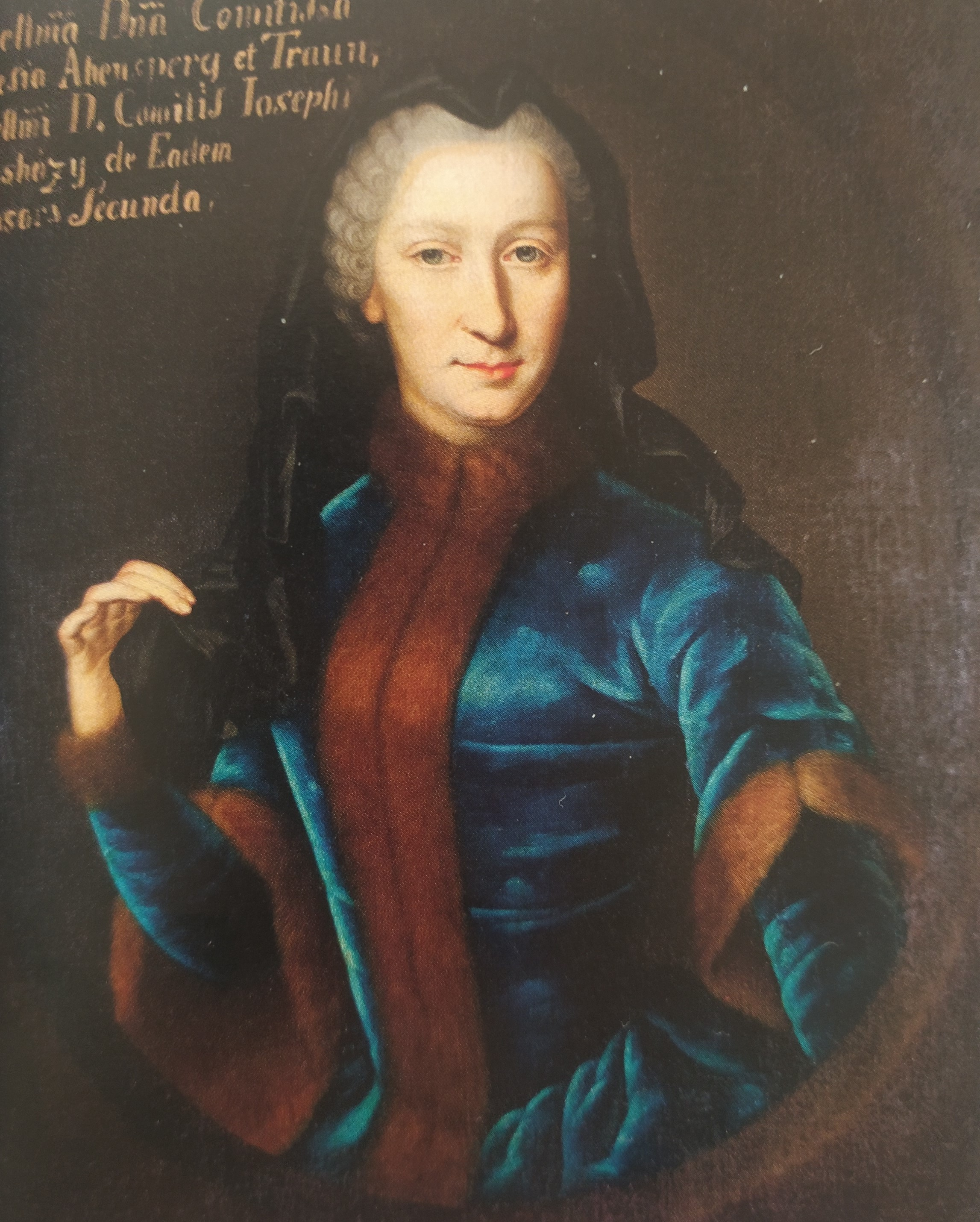
Terezie Petronella, rozená hraběnka Abensperg-Traun (1710–1790), druhá manželka Josefa Illesházyho

Byl dvakrát ženatý. Jeho první manželkou byla hraběnka Anna Františka Csákyová (†1728), dcera nejvyššího komorníka a vlivného politika hraběte Zikmunda Csákyho (1665–1738). Zemřela při porodu syna Mikuláše, s nímž byla pochována ve farním kostele Narození Panny Marie v Trenčíně. Podruhé se Josef Illesházy oženil v roce 1729 s rakouskou šlechtičnou hraběnkou Terezií Petronellou z Abensperg-Traunu (1710–1790), dcerou císařského generálního pobočníka hraběte Františka Antonína Abensperg-Trauna (1674–1745).  Z druhého manželství pocházelo několik dětí, z nichž se dospělého věku dožili jeden syn a tři dcery. Dvě z nich se provdaly do vlivného rodu Batthyányů, Marie Terezie (1734–1807) byla manželkou knížete Adama Batthyányho (1722–1787), guvernéra v Banátu, Marie Františka (1740–1817) měla za manžela hraběte Josefa Batthyányho (1737–1806), nejvyššího stolníka Uherského království. Pokračovatelem rodu byl jediný syn Jan Křtitel (1737–1799).